# Thomas Pynchon
Thomas Ruggles Pynchon (* 8. května 1937 Glen Cove, New York, USA) je americký spisovatel proslulý komplexními, hutnými romány. Jedná se o představitele postmoderny a držitele prestižního ocenění americké nadace MacArthur. Ve své tvorbě, jak v literární, tak i v nebeletristické, experimentuje s různými literárními styly a škála témat, kterou se zabývá, je velice široká – od světových dějin po matematiku. Jeho nejznámější román Duha gravitace získal v roce 1974 americkou Národní knižní cenu za beletrii (National Book Award for Fiction) a sám Pynchon je ve Spojených státech často zmiňován jako možný kandidát Nobelovy ceny za literaturu.
Dva roky sloužil u amerického námořnictva a na Cornellově univerzitě vystudoval anglickou literaturu; během posledních let studia, na přelomu padesátých a šedesátých let, mu začaly vycházet i první povídky. Proslavil se však až díky románům, které následovaly nedlouho poté: V. (1963), Dražba série 49 (1966), Duha gravitace (1973) a Mason & Dixon (1997).
Je znám tím, že si hlídá své soukromí. Dosud bylo publikováno jen několik fotografií na kterých by byl zachycen a o tom, kde žije a kým vlastně doopravdy je, koluje už od šedesátých let řada dohadů.
Jeho nejnovější román Bleeding Edge vyšel 17. září 2013.

## Životopis

### Dětství
Narodil se v městečku Glen Cove na Long Island ve státě New York jako jedno ze tří dětí Thomase Rugglese Pynchona staršího (1907–1995) a Katherine Frances Bennetové (1909–1996). Pochází ze staré a vážené rodiny, jejíž americké kořeny sahají až do roku 1630.
Základní vzdělání získal na střední škole v Oyster Bay, kde byl považován za jednoho z nejlepších studentů. Pro školní časopis napsal řadu povídek a už v těchto prvotinách se objevila řada literárních motivů a témat, které zachytila i jeho pozdější tvorba: podivná jména, pubertální humor, nelegální užívání drog a paranoia.

### Studentská léta
Školu ukončil v šestnácti letech a odešel na Cornellovu univerzitu, kde začal studoval fyziku. Po dvou letech ale studia zanechal a přidal se k americkému námořnictvu, u kterého zůstal do roku 1957; pak se na univerzitu vrátil a přešel na obor anglická literatura. První publikovaná povídka, The Small Rain, mu vyšla v časopise Cornell Writer v květnu 1959.
Během studií se spřátelil s Richardem Fariñou a Davidem Shetzlinem (Fariñovi později dedikoval Duhu gravitace, svědčil mu na svatbě, a když spisovatel nešťastnou náhodou zemřel, nesl na pohřbu jeho rakev). Na studentská léta Pynchon vzpomíná v předmluvě k druhému vydání Fariñova románu Been Down So Long It Looks Like Up to Me a zmiňuje řadu veselých historek, například to, že se oběma studentům podařilo na škole vytvořit jakýsi „minikult“ okolo románu Warlock, jednoho z děl spisovatele Oakleyho Halla.
Pynchon byl také údajně posluchačem přednášek významného americko-ruského postmoderního spisovatele Vladimíra Nabokova, který v té době učil na Cornellově univerzitě literaturu. Sám Nabokov vždy tvrdil, že si mladého spisovatele nevybavuje, ale jeho žena Véra, která mu pomáhala známkovat práce studentů, si prý na Pynchonovo výrazné, napůl tiskací a napůl psací písmo velice dobře pamatuje.
V roce 1958 napsal Pynchon společně se svým univerzitním spolužákem Kirkpatrickem Salem vědeckofantastický muzikál Minstrel Island, který popisuje dystopickou budoucnost světa ovládaného IBM.
Bakalářský titul (BA) získal v červnu 1959.

### Střední věk
Po ukončení školy pracoval Pynchon od února 1960 do září 1962 v Seattlu jako autor technických textů u firmy Boeing, což mělo silný vliv na jeho pozdější tvorbu (zkušenosti z tohoto životního období inspirovaly například korporaci Yoyodyne, která se objevuje v románě V. a v novele Dražba série 49). Posléze žil krátce v New Yorku a Mexiku, načež se přesunul do Kalifornie, kde nejspíš pobýval v průběhu šedesátých a na počátku sedmdesátých let (v této době pracoval na Duze gravitace). Nějaký čas koketoval s životním stylem beatniků a hippies, brzy se však od obou směrů distancoval a později je ve svém díle vykreslil jako pokrytecké (v úvodu ke sbírce povídek Pomalý učeň píše, že „hnutí údajně kladlo příliš velký důraz na mládí, včetně toho věčného“).
V roce 1964 se Pynchon přihlásil na Kalifornskou univerzitu v Berkeley, kde chtěl studovat matematiku. Přijat ale nebyl.
Jelikož se Pynchon straní veřejného života, kupí se kolem něj řada fám. Některými kritiky je dokonce považován za pseudonym jiného autora, případně jsou jména jiných autorů považována za pseudonym jeho.

## Zajímavosti ze života
- Při veřejném vystupování vzbuzuje dojem silného paranoika. V roce 1963 vyskočil v Mexico City při rozhovoru s novinářem oknem a utekl do vzdálené vesnice.
- Roku 1976 byla v časopise Soho Weekly News zveřejněna domněnka, že Thomas Pynchon je ve skutečnosti Jerome David Salinger. Pynchonova odpověď byla lakonická: „Not bad. Keep trying.“ („To nezní špatně. Zkoušejte to dál.“).
- Namluvil sebe sama v 10. epizodě 15. řady seriálu Simpsonovi. Jednalo se o první ověřené veřejné vystoupení po 40 letech. Jeho postava má na hlavě papírový pytlík.

## Dílo
Pynchon ve svých dílech popisuje a staví do kritického světla jak zmatek v duši (post)moderního člověka a chaos, který vládne jeho žebříčku hodnot, tak i neuspořádanost všedního dne. Ústředními tématy jsou často paranoia a konspirace, mnohoznačnost symbolů, chaos a entropie. Pynchonův formální přístup je ryze postmoderní, často využívá literárních postupů takzvaných nízkých žánrů (detektivka, erotická próza, komiks) nebo literatury faktu. Pro jeho dílo je typický široký oborový záběr (od historie po techniku), živý a rytmický jazyk, hravost a radikálně kritický postoj k současné společnosti. Pro autora je postmoderna nejen formálním východiskem, ale i silným námětovým prvkem.
Pynchon byl ovlivněn řadou amerických i evropských autorů a také jeho vlastní vliv je nezanedbatelný. Za jeho stěžejní dílo je považován román Duha gravitace.

### Raná díla

#### V.(1963)
Román V., Pynchonova prvotina, má dvě hlavní dějové linky. První z nich popisuje osudy Bennyho Profanea, člena amerického námořnictva ve výslužbě, druhá pak dobrodružství stárnoucího cestovatele Herberta Stencila, který se pokouší dostihnout tajemnou entitu známou jen pod tajemným jménem „V“. Oba muži jsou členy skupiny rádoby bohémských umělců, která sama sebe nazývá Tamta hnusná parta (The Whole Sick Crew), a zápletka se, jak je pro Pynchona typické, odehrává v průběhu celé jedné generace.
Na románu V. začal Pynchon pracoval poté, co opustil školu. Dílo obdrželo cenu cenu nadace Williama Faulknera za nejlepší román roku a bylo nominováno na americkou Národní knižní cenu za beletrii.

#### Dražba série 49(1966)

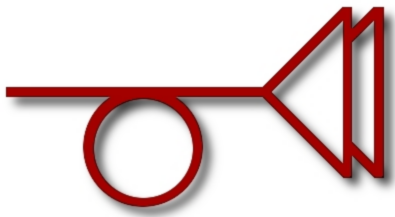
Poštovní roh s tlumičem je logo, které Pynchon vytvořil pro fiktivní doručovatelskou společnost Tristero z novely Dražba série 49.

Jedná se o nejkratší z Pynchonových textů, který má spíše formu novely než románu. Vypráví o Oedipě Maasové, kalifornské ženě v domácnosti, která se pustí po stopě mnohaleté zášti, kterou k sobě vzájemně chovají dvě poštovní doručovatelské společnosti, Thurn und Taxis (založená na historické předloze) a Trystrero (Tristrero). Přestože je novela mnohem přímočařejší než většina Pynchonových románů, i tak je zápletka velice složitá. V první řadě tu je vzájemná nevraživost obou doručovatelských společností, jejíž vývoj paroduje anglické renesanční drama The Courier's Tragedy (Tragédie posla), v druhé pak rozsáhlá konspirace, v rámci které se kosti amerických veteránů druhé světové války využívají na výrobu cigaretových filtrů.
Dražba série 49 získala krátce po vydání cenu nadace Richarda a Hildy Rosenthalových. Do češtiny ji z anglického originálu The Crying of Lot 49 přeložil v roce 2004 Rudolf Chalupský.

#### Duha gravitace(1973)
Pynchonův nejslavnější román je komplexním dílem plným aluzí, ve kterém se objevuje řada témat z jeho předchozí tvorby, například přetvářka, paranoia, rasismus, kolonialismus, konspirace, synchronicita nebo entropie. Román inspiroval mnoho doprovodných děl, od komentářů a průvodců knihou přes vědecké články a kritiky až po umělecká díla, a jeho umělecká hodnota je přirovnávána k Joycově Odysseovi. Někteří badatelé považují Duhu gravitace za nejlepší americký poválečný román a byla popsána i jako „encyklopedie postmodernistických témat a technik“.
Příběh se odehrává v Evropě, v posledních několika měsících a těsně po konci druhé světové války. Středobodem zájmu tu jsou rakety V-2, které navrhuje, sestavuje a vypouští německá armáda, a pak příběhy několika postav, které se snaží zjistit, co je zač tajemný artefakt zvaný „Schwarzgerät“ („Černá věc“), který má být součástí rakety se sériovým číslem 00000. Román obsahuje značnou dávku dramatické ironie, která se projevuje tím, že Pynchonovy postavy v podstatě o temné tváří své současnosti moc nevědí a historické skutečnosti, se kterými je kontextu znalý čtenář obeznámen (například holokaust nebo zájem západních korporací na nacistické válečné mašinérii), postavy vnímají jen skrze jakési náznaky.
Pynchon byl za Duhu gravitace nominován na Pulitzerovu cenu, nebyl však oceněn, protože porota jeho dílo označila za „obscénní a přebujelé“. Do češtiny je z anglického originálu Gravity’s Rainbow přeložili v roce 2006 Zdeněk Fučík a Hana Ondráčková.

#### Pomalý učeň: rané povídky(1984)
Sbírka Pynchonových raných povídek byla při vydání opatřena rozsáhlou autobiografickou předmluvou. Z anglického originálu Slow Learner: early stories ji do češtiny přeložila v roce 1999 Pavla Horáková.

### Pozdější díla
- Městečko Vineland (Vineland, 1990, česky vyšlo v překladu Barbory Puchalské v roce 1997)
- Mason & Dixon (1997)
- Against the Day (2006)
- Inherent Vice (2009)
- Výkřik techniky (Bleeding Edge, 2013, česky 2017 v překladu Martina Svobody)

## Styl
Básník L. E. Sissman o Pynchonovi v časopise The New Yorker napsal následující: „Je jakýmsi matematikem prózy, který má přesně vypočítané, jaký by každé slovo a každý řádek, každý vtip a každý dvojsmysl mohly mít účinek – a to jak účinek největší, tak účinek nejmenší. Aplikuje své znalosti tak, jak je třeba; v jeho díle není nedostatků, přestože se dopouští děsivého, dechberoucího lingvistického riskování. Tímto způsobem pak dokáže jeho překvapivě plynulý sloh čtenáře potěšit například delikátní milostnou scénou plnou bolesti, jen aby se vzápětí vzedmul do hluku a ozvěn opileckých, zdrogovaných orgií.“
Přestože je Pynchon obvykle klasifikován jako postmoderní autor, jeho práce byla už popsána i jako „vysoká moderna“.